# Ты не сирота
«Ты не сирота» — художественный кинофильм 1962 года. Драма.

## Сюжет
Киноповесть основана на реальных событиях, отражённых в романе узбекского писателя Рахмата Файзи «Его величество Человек». Прототипы героев картины — ташкентский кузнец Шаахмед Шамахмудов и его жена Бахри Акрамова — в годы Великой Отечественной войны усыновили и удочерили 14 детей разных национальностей, эвакуированных в Узбекистан из разных уголков СССР. Этот факт впоследствии стал широко известен.

## В ролях
- Лютфи Сарымсакова — Фатима-опа
- Обид Джалилов — Махкам-ота
- Гена Ткаченко — Ваня
- Фима Каминер — Абрам
- Лариса Луппиан — Дзидра
- Людмила Поречина — Ляна
- Роберт Атабеков — Коля
- Абиль Азизов — Сарсанбай
- Женя Артишевский — Тарас
- Валерий Рожаев — Ренат
- Лиля Пенькова — Леся
- Наташа Митрохина — Надя
- Наталия Никонова — Ганка
- Нина Иванова — Марина
- Мохира Ахмедова — Барно
- Петя Колесников — Густав
- Павел Шахов — долговязый
- Эве Киви — мать, ищущая свою дочь
- Рахим Пирмухамедов — контролёр-взяточник
- Юлдуз Ризаева — эпизод
- Нариман Латипов — Батыр
- Е. Слуцкий — эпизод
- И. Курских — эпизод
- Тамара Назарова — эпизод

## Награды
- Премия I Всесоюзного кинофестиваля в Ленинграде(1964 год) «За лучший сценарий» (Рахмат Файзи).
- Приз МКФ во Франкфурте-на-Майне(1963).
- За фильмы «Ты не сирота» и «Абу Райхан Беруни» режиссёр Шухрат Аббасов был удостоен Государственной премии Узбекской ССР им. Хамзы (1974).
- За фильмы «Ты не сирота» и «Ташкент — город хлебный» режиссёр Шухрат Аббасов был удостоен Премии Ленинского комсомола Узбекистана (1972).